# Jollas paranacito
Jollas paranacito là một loài nhện trong họ Salticidae.
Loài này thuộc chi Jollas. Jollas paranacito được María Elena Galiano miêu tả năm 1991.